# Измайловка (Нижегородская область)
Изма́йловка — село в Ардатовском районе Нижегородской области Россия. Ранее входило в состав упраздненного Котовского сельсовета. В данный момент входит в состав городского поселения рабочего поселка Ардатов.

## Этимология
Существуют несколько версий происхождения названия села. По одной из них, оно происходит от имени землевладельца Измаила Ужовского, по другой — от фамилии одного из основателей села. Среди местных жителей бытуют свои версии происхождения названия, представляющие собой, вероятно, примеры народной этимологии: по первой версии, прибывшие сюда основатели села очень тяжело расчищали лес и выкорчёвывали пни, что измаялись; по второй версии, название происходит от имени некоего татарина Измаила, проходившего здесь во времена царя Ивана Грозного.

## История
По рассказам местных жителей, с. Измайловка основано примерно 200—300 лет назад. По одной из версий, Измайловку основали 13 семей из с. Гари. Эти 13 семей продал и принудительно выселил барин (в середине XIX в. Гари принадлежали графам Блудовым). Бывшие гарские жители поселились у речки, в лесу: 
«природа способствовала жизни людей». 
Чтобы расчистить землю под пашню, пришлось корчевать лес; «корчевали вручную, народ измучился, измаялся, поэтому, видимо, и назвали деревню — Измайловка».
В 1859 г. Измайловка числилась деревней: в ней не было церкви. Измайловка была расположена на берету р. Лемети, в 9 верстах от Ардатова, на проселочной дороге, соединявшей Ардатов с почтовым трактом из Арзамаса в Муром. Деревня входила в состав второго стана Ардатовского уезда Нижегородской губернии.

В деревне числилось 79 дворов и проживало 434 жителя. Крестьяне Измайловки возделывали рожь, овес, просо, гречиху, сажали картофель. Для изготовления одежды сеяли и выращивали лен. Его обрабатывали, убирали, стлали, сушили, трепали, чесали, пряли и ткали холсты. Из холстов шили одежду. Бедно жили люди. Как говорили старожилы, все богатство было в лаптях. Их носили все, благо для этого в местных лесах была липа. С неё сдирали лыко и плели лапти. Действительно, в XIX в. Измайловка считалась одним из центров производства лаgтей. Лапти же были тем изделием, которым славился Ардатовский уезд в России: 
"В Ардатовском уезде никакой промысел так не распространен, как производство лаптей, отчего и самый город Ардатов на простонародном языке носит эпитет «лапотного». 
В Измайловке лапти плели мужчины, реже — дети, но не младше 10 лет. Постоянно этим промыслом занимались 30 домохозяев. В начале весны «снимали», то есть арендовали, леса по нескольку домохозяев в складчину. Аренда одной десятины липняка в 1884 г. стоила до 20 руб. Потом арендованный лес делили поровну между домохозяевами, участвовавшими в складчине. Лыко драли до Ильина дня. В Измайловке изготавливали грубый вариант лаптей-так называемые некрещеные лапти из широкого лыка. За день можно было изготовить до 10 пар, а за год-2000 пар. Сбывали товар в Ардатове на базаре, а через скупщиков — в Москве, Воронеже, Нижнем Новгороде, где продукция ардатовских лапотников имела хороший спрос из-за дешевизны, практичности и надежности: «Сапог на пашне и на неделю не хватит, сразу изломаются, а пара лаптей носится и две недели». Рабочий сезон начинался с Покрова и продолжался до Троицы. А после Троицы плели лапти уже в свободное от хлебопашества время, как бы то ни было, а крестьянин Измайловки считал себя прежде всего хлебопашцем, в его глазах хлебопашество было «краеугольным камнем» крестьянского благосостояния: «Есть хлеб — крестьянин считает себя богатым, нет — бедняком». Земля в Измайловке была песчаной, урожай хлебов редко превышал сам — три. Земля находилась в общинном владении. Душевой надел равнялся 4,5 десятины. Крестьянское общество Измайловки дополнительно к своим землям арендовало ещё 120 десятин у князя Гагарина. Кроме того, в деревне в середине 1880-х гг. у 15 крестьян была своя собственная покупная земля — в общей сложности 29,5 десятины.
Покупные участки по своей величине колебались от 1 до 5 десятин. В описываемое время в Измайловке числилось 85 дворов, проживало 498 жителей. Крестьяне содержали 94 лошади, 122 коровы и 248 голов мелкого скота.
Кроме хлебопашества и плетения лаптей в середине XIX в. в Измайловке производили растительное масло (к 1880-м гг. этот промысел угас), зимой крестьяне промышляли рубкой леса и возкой дров, часть связок лыка измайловские крестьяне продавали в те селения — центры лапотного производства, -которые были бедны липовыми лесами.
В деревне жили только русские, православные. Примерно лет 100 или даже более назад была построена церковь с приделом. В церковь богатые люди ходили в сапогах. Их обували по праздникам. На того, кто был обут в сапоги, смотрели как на редкую диковину. В церковный приход входили села Измайловка и Чуварлейка. Церковь построена как бы на границе этих двух сел. Богатых и священников хоронили около церкви. В настоящее время она разрушена.
В 1897 г. в Измайловке проживало 334 местных и 1 пришлый мужчина, 409 местных и 7 пришлых женщин.
В 1912 г. была построена начальная школа. Но из-за отсутствия одежды и обуви не все могли обучаться в ней. Поэтому поначалу в ней учились дети богатых людей.
В начале ХХ в. Измайловка входила в состав Котовской волости. Несмотря на значительное количество дворов — в 1910 г. их было 160, -население Измайловки составляло одно крестьянское общество.
В 1912 г количество дворов возросло до 164, насчитывалось 1163 жителя. Крестьяне содержали 630 голов скота. В селе работала ветряная мельница. Она принадлежала Василию Платонову. У Ивана Федоровича Хрычева была шерстобойня.
В 1914—1915 гг. в деревне были дезертиры, одного при побеге застрелили. Советская власть в с. Измайловка установлена в 1917 г. мирным путем, при помощи приезжих и местных активистов. В годы Гражданской войны, по рассказам стариков, в село приходили продотряды.
В 1930 г. председателем сельсовета был Вьюгин, приезжий.
В 1932 г. в селе началась коллективизация. Был создан колхоз.
В 1933 г. в колхоз вступило большинство крестьян села. Случалось и раскулачивание богатых.
Во время Великой Отечественной войны на фронт было призвано около 200 человек. Вся мужская работа легла на плечи женщин и подростков. Приходилось все делать самим: пахать, сеять, выращивать, убирать. Но, как и в большинстве населенных пунктов, все вынесли женщины и дети. Все с нетерпением ждали победы. И этот день наступил весной 1945 года. Многие, около 100 человек, не вернулись с фронта. Эвакуированных в селе не было, так как колхоз был очень бедным.
В 1969 г. измайловский колхоз вошел в состав совхоза «Котовский». Большого строительства в селе не велось (это же не центральная усадьба).
В 1980-х гг. построен медпункт, сделана пристройка к магазину. В настоящее время население занято в основном в сельском хозяйстве -земледелии и животноводстве. В каждом крестьянском подворье имеется приусадебный участок в размере 0,30 — 0,40 га, содержится скот: коровы, овцы, свиньи. Крестьяне занимаются личным огородом. Выращивают картофель и другие овощи. Строительство в селе социально-культурных учреждений не ведется. Начато строительство одного частного дома. А в основном постройки очень старые. Из-за того, что многие деревни и села объявлены «неперспективными», молодежи в селе мало, преобладают пенсионеры. В селе 87 хозяйств с населением 185 человек. За последние годы рождаемость в селе сильно сократилась. Смертность превышает рождаемость. В неполной средней школе обучаются около 20 человек.

## Географическое положение
Село Измайловка находится на юго-западе Нижегородской области России, к югу от автомобильной дороги Кулебаки — Саконы, к западу от реки Лемети. Административный центр муниципального округа Ардатов находится в 10 км к юго-востоку от Измайловки. На юге село примыкает к селу Чуварлейке. Оно также соединено просёлочными дорогами на севере с селом Туркуши (расстояние 4 км), на северо-востоке — с покинутым посёлком Соцгородок (2 км), на юго-востоке — с покинутой деревней Ужовкой (3 км). Село со всех сторон окружено лесами; в нём имеются три озера: из северного вытекает ручей в сторону северо-востока, а из южного — в сторону юго-востока; оба впадают в реку Леметь. Высота над уровнем моря около 119 метров.
Село Измайловка, как и вся Нижегородская область, находится в часовой зоне МСК (московское время). Смещение применяемого времени относительно UTC составляет +3:00.

## Административная принадлежность
Село Измайловка входит в состав административно-территориального образования Рабочий посёлок Ардатов Ардатовского муниципального округа Нижегородской области Российской Федерации.

## Климат
Село находится в зоне умеренно-континентального климата, который характеризуется холодной продолжительной зимой и тёплым, но достаточно коротким летом. За год выпадает в среднем 450—550 мм осадков, из них 68 % — в виде дождя и 32 % — в виде снега. Среднегодовая относительная влажность воздуха — 76 %. Снежный покров достигает 50 см, а в особо снежные зимы может достигать одного метра и более.
Весна приходит резко, обычно к середине апреля, при этом вплоть до середины мая нередки заморозки. Лето сравнительно короткое и достаточно жаркое — в отдельные годы температура может достигать 36 °C. Шапка лета приходится на июль. В конце весны и лета нередки грозы — их может случаться до 20 за год, почти каждый год выпадает град. Осень приходит в сентябре и стоит до начала ноября, но уже в сентябре нередки заморозки. Зима наступает в начале ноября и продолжается до середины марта. Обычно первый снег выпадает в октябре и держится в течение пяти месяцев, сходит к 10—15 апреля. Почва промерзает на глубину 70—90 см.
Вегетационный период составляет 189 дней, продолжительность безморозного периода — 137 дней.

## Население
| Численность населения | Численность населения | Численность населения | Численность населения | Численность населения | Численность населения | Численность населения | Численность населения | Численность населения | Численность населения | Численность населения | Численность населения | Численность населения |
| 1719                  | 1721                  | 1823                  | 1859                  | 1890                  | 1897                  | 1912                  | 1916                  | 1980                  | 1999                  | 2002                  | 2010                  | 2021                  |
| --------------------- | --------------------- | --------------------- | --------------------- | --------------------- | --------------------- | --------------------- | --------------------- | --------------------- | --------------------- | --------------------- | --------------------- | --------------------- |
| 67                    | ↗118                  | ↗165                  | ↗434                  | ↗498                  | ↗751                  | ↗1163                 | ↘1050                 | ↘185                  | ↘143                  | ↘126                  | ↘87                   | ↘41                   |

## Инфраструктура
В селе три улицы: Клубная, Кооперативная и Советская. Улицы располагаются вдоль ручьёв, повторяя их русла.